# رئيس وزراء جمهورية التشيك
رئيس وزراء جمهورية التشيك هو المسؤول الأول عن الحكومة في البلاد، والزعيم الفعلي والعضو الأقوى في السلطة التنفيذية. يُعد هذا المنصب حجر الزاوية في العمل الحكومي والسياسي، حيث يتمتع بصلاحيات واسعة تمكنه من توجيه سياسات الدولة واتخاذ القرارات الإستراتيجية.
ينص دستور جمهورية التشيك على أن بعض الإجراءات التي يقوم بها رئيس الجمهورية تحتاج إلى توقيع رئيس الوزراء لتصبح سارية. تشمل هذه الإجراءات تعيين القضاة والسفراء، قيادة القوات المسلحة، التصديق على المعاهدات الدولية، وإصدار قرارات العفو الرئاسي. هذا التعاون الدستوري يعكس التوازن بين السلطات التنفيذية لضمان عدم تركيز السلطة في يد واحدة.
تولى رئيس الوزراء الحالي، بيتر فيالا، زعيم الحزب الديمقراطي المدني، مهامه رسميًا في 17 ديسمبر 2021. تم تعيينه بعد الانتخابات البرلمانية التي أجريت في أكتوبر 2021، حيث حاز على ثقة البرلمان لتشكيل الحكومة. بيتر فيالا هو الشخص الثالث عشر الذي يشغل هذا المنصب منذ تأسيس جمهورية التشيك في عام 1993 بعد انفصالها عن تشيكوسلوفاكيا. يُعرف فيالا بخبرته الأكاديمية والسياسية، حيث كان أستاذًا جامعيًا قبل أن يدخل عالم السياسة.
منذ توليه المنصب، يركز فيالا على العديد من القضايا المحورية مثل تعزيز العلاقات الأوروبية، دعم الاقتصاد الوطني، ومعالجة التحديات المتعلقة بالطاقة والبيئة، بالإضافة إلى التعامل مع تداعيات الحرب الروسية الأوكرانية التي أثرت على دول أوروبا بشكل عام.

## الدور
يحق لرئيس الوزراء أيضًا إعفاء أحد أعضاء الحكومة أو سحب الثقة منه فيما يتعلق بمعلومات سرية. وبحكم مناصبهم، فإنهم يمثلون جمهورية التشيك في المجلس الأوروبي ويحق لهم الحصول على جواز سفر دبلوماسي.
يعمل رئيس الوزراء كرئيس مباشر للتفتيش العام لقوات الأمن، عندما يعين ويقيل مديرها، الذي يكون مسؤولاً أمامه عن أداء وظيفته.
وفقًا للمادة 63 من الدستور، يتحمل رئيس الوزراء مسؤولية توقيع القرارات مع حكومة جمهورية التشيك بأكملها. يمكنهم تفويض عضو آخر في الحكومة للتوقيع المشترك ورفض التوقيع المشترك.

## القوى
من أهم صلاحيات رئيس الوزراء إمكانية استبدال الحكومة بأكملها بقرار منه وإعلان حالة الطوارئ. ويجب على الحكومة الموافقة على قرارها أو إلغائه خلال 24 ساعة من إعلانه. وفي حالة انتقال أزمة اتخاذ القرار إلى الحكومة، يتخذ رئيس الوزراء القرار مع وزارة الدفاع.

## السكن
تم بناء المبنى من عام 1911 إلى عام 1914. تم تصميمه من قبل المهندس المعماري الفينيسي فريدريش أوهمان 

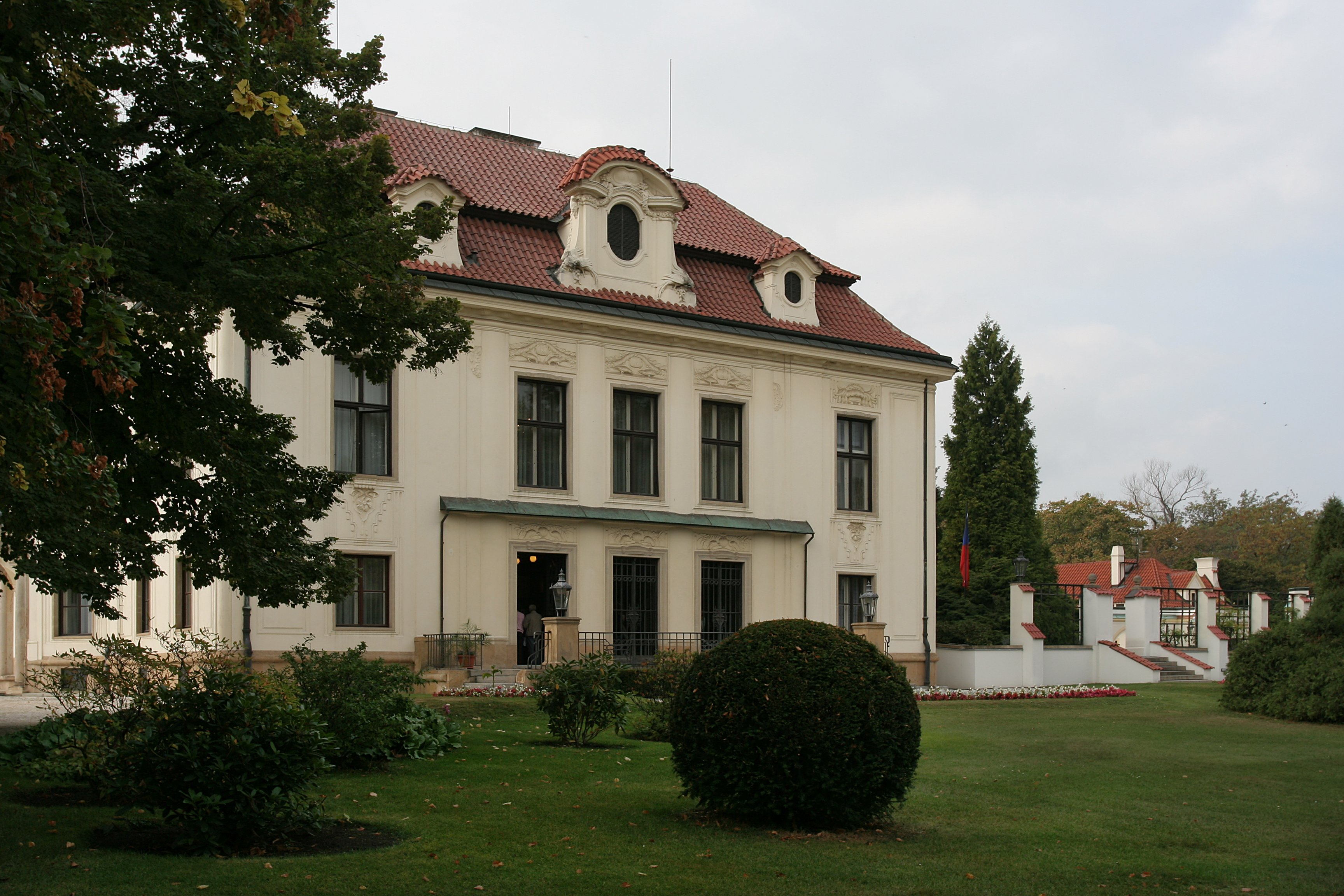
فيلا كراماري كما تبدو من الحديقة
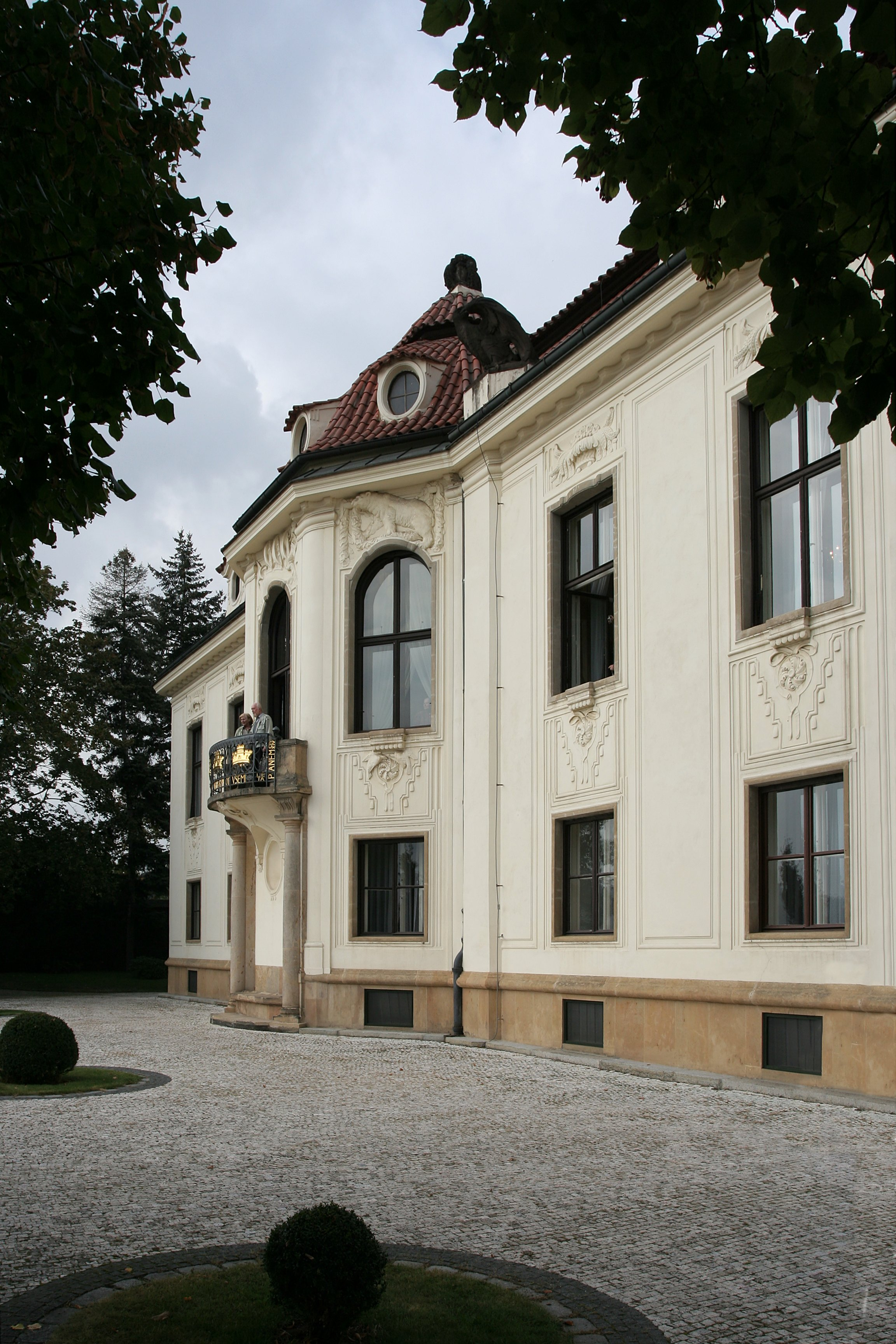
منظر من الحديقة
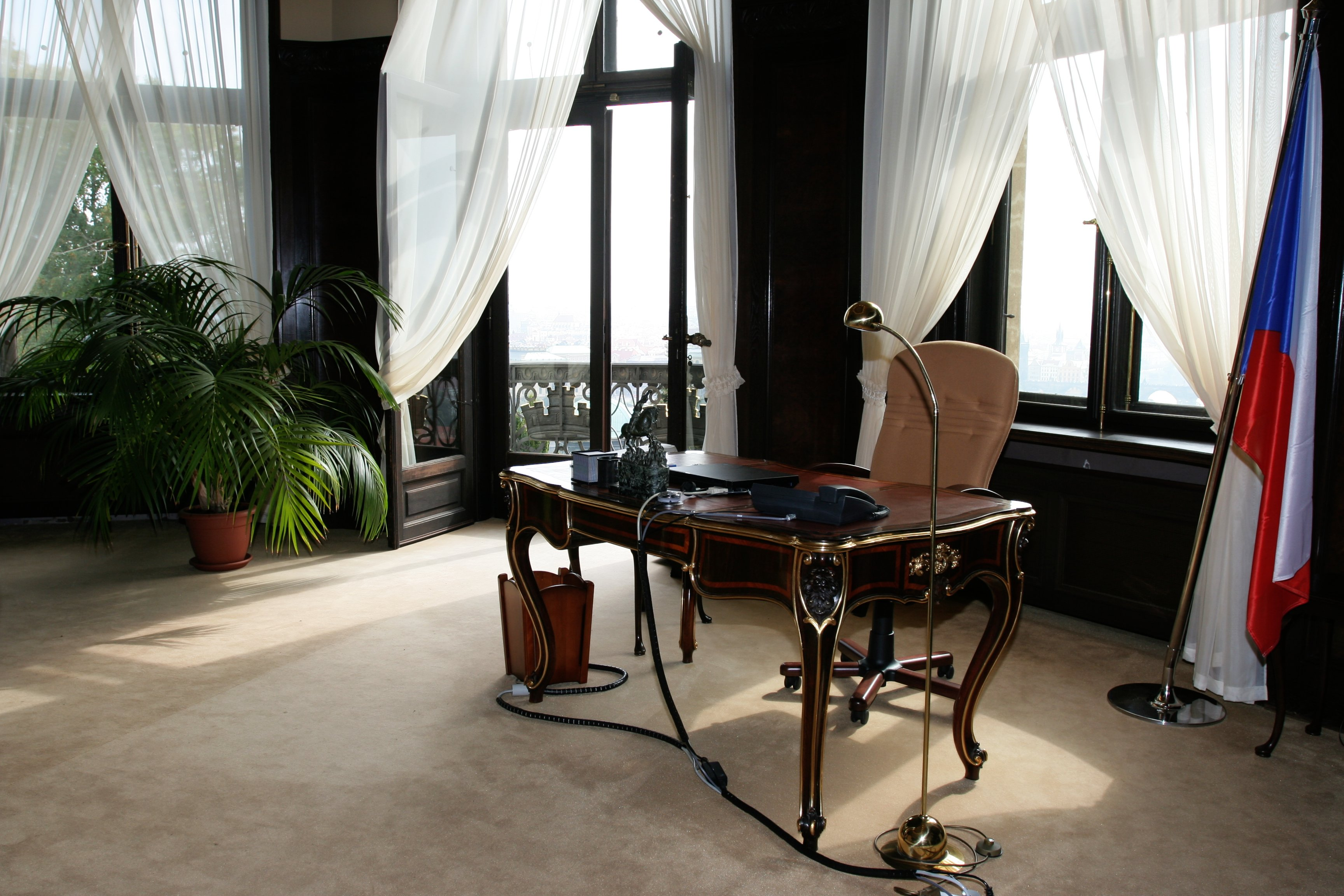
المكتب الرئيسي لرئيس الوزراء